# Иван-Теремец
Иван-Теремец — село в Ступинском районе Московской области в составе Городского поселения Жилёво (до 2006 года — входило в Новоселковский сельский округ). На 2016 год в Иван-Теремец 4 улицы.

## Население
| 2002 | 2006 | 2010 |
| ---- | ---- | ---- |
| 113  | ↗114 | ↗115 |

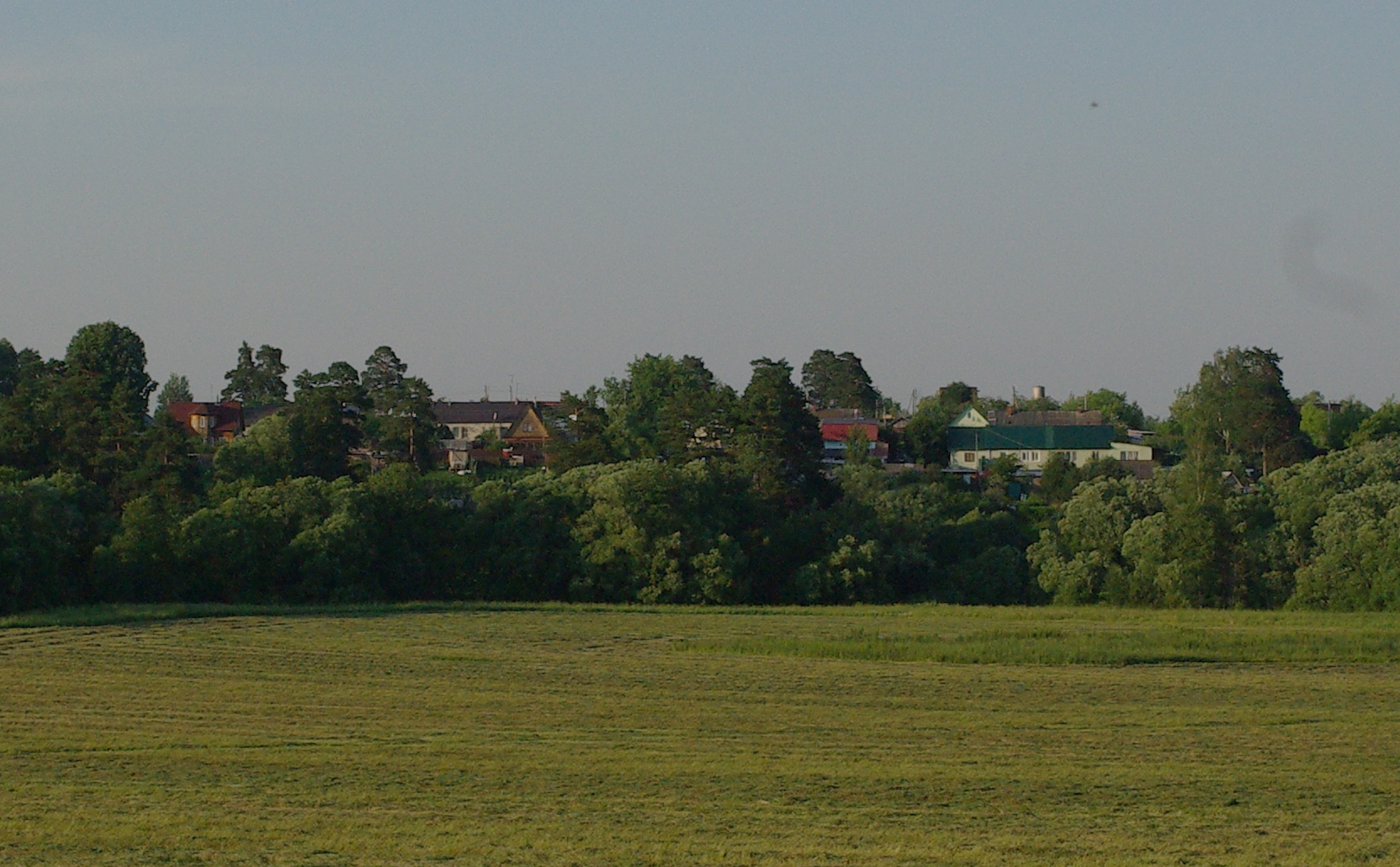
Общий вид на Иван-Теремец

Иван-Теремец расположено в центральной части района, на левом берегу реки Каширка, высота центра села над уровнем моря — 158 м.

## История
Впервые в исторических документах упоминается в 1577 году как урочище Теремец.
Позднее это был погост Теремец, а название Иван-Теремец закрепилось с XX века. В селе с XVI века действует Богородицкая церковь, сейчас подворье Екатерининского монастыря, памятник архитектуры федерального значения. Во дворе церкви в 2000-х годах построена крестильная.
При погосте Теремец в 1908 - 1909 гг. снимали дачу Брюсовы. В. Я. Брюсов завершил здесь работу над романом "Огненный ангел" (1908 год), в 1909 году здесь бывали Л. Я. Брюсова и С. В. Киссин. Известно, что Самуил Киссин отсюда вел переписку с В. Ф. Ходасевичем .